# Martín Conde
Martín Alejo Conde (ur. 25 sierpnia 1971 w Mar del Plata) – argentyński siatkarz plażowy, mistrz Świata 2001 oraz zwycięzca cyklu World Tour 2002 w parze z Mariano Baracettim. Wcześniej od początku kariery do 2001 roku grał w parze z Eduardo Martinezem. Występował na czterech Igrzyskach Olimpijskich (1996, 2000, 2004 oraz 2008), jednak na żadnych nie odniósł sukcesu.